# 克利门特·科列斯尼科夫
克利门特·安德烈耶维奇·科列斯尼科夫（俄语：Климент Андреевич Колесников，2000年7月9日—）是一名俄罗斯男子游泳运动员，主攻仰泳和自由泳。科列斯尼科夫3岁时开始接触游泳，6岁时开始接受正式训练，2014年后他决定成为专业运动员。他曾在2017年世界游泳锦标赛中获得200米仰泳第四名。2018年8月，他在欧洲游泳锦标赛男子50米仰泳项目上以24秒00的成绩打破了英国选手利安姆·湯科克保持了九年之久的世界纪录。在该届游泳欧锦赛期间，他一共获得3枚金牌、2枚银牌和1枚铜牌。
科列斯尼科夫的爱好是打篮球，他喜欢的队伍是波士顿凯尔特人队。